# 原生生物
原生生物（げんせいせいぶつ、Protist）とは、生物の分類の一つで、真核生物のうち、菌界にも植物界にも動物界にも属さない生物の総称である。もともとは、真核で単細胞の生物、および、多細胞でも組織化の程度の低い生物をまとめるグループとして考えられたものである。いくつかの分類体系の中に認められているが、その場合も単系統とは考えておらず、現在では認めないことが多い。

## 概要
単細胞のもののほかに、多細胞であっても、ごく小さくて微生物として扱われるものが多いが、褐藻類（褐藻植物門：コンブなど）、紅藻類（紅藻植物門：テングサ、アマノリなど）のような大型になるものもある。また、細胞性粘菌のように、単細胞で独立して食物を摂取する期間と、多細胞の子実体を形成する期間の双方を生活史のうちにもつ生物も属している。
原生生物界には以下の様な生物が含まれる。
- 褐藻類、紅藻類といったすべての真核藻類[3]
- 鞭毛をもつ菌類的生物（卵菌類・いわゆるミズカビ類など）
- 変形菌、細胞性粘菌などのいわゆる粘菌類
- アメーバ、ゾウリムシなどの原生動物[3]

原生生物は、水中や水を多く含む土壌中に生息している。陸上でも、ひなたや岩の上など、乾燥の強い場所でも、地衣類のように他の生物と共生したり、乾燥しているときは休眠して、水があるときだけに活動するなどの方法で生活しているものがある。他の生物に寄生して生活する種もいる。動物の腸などの中にも、特殊なものが生息しているが、寄生の場合、共生関係がある場合、不明の場合など、様々である。腸内や砂泥層の内部は、有機物が豊富で、酸素がきわめて少ない。これを、植物出現以前の地球上の環境に近いとみなして、そのような条件で生息していた生物の、現在における生息地であると見る向きもある。

## 歴史
古くから、生物を動物界（動いて餌を採るもの）と植物界（動物ではないもの）に2分する二界説が生物の分類法の主流であった。この場合、菌類は当然のように植物と考えられており、このような判断で、特に問題は生じていなかった。
この状況はアントニ・ファン・レーウェンフックが微生物を発見したことで大きく変化した。彼の発見の後、多くの研究者が様々な微生物を発見していった。それらの生物のなかには、アオミドロのように、動かず、光合成している植物と見なせるもの、ゾウリムシのように活発に運動し、餌を食べる動物とみなせる種、カビのように胞子を形成する菌類とみなせる種など、それまでの枠におさまるものもあった。
ところが、たとえばミドリムシのように、光合成能力がありながらも鞭毛で運動をする動物とも植物ともつかないもの、変形菌のように胞子を作る菌類のようでありながら、栄養体はアメーバ運動をして餌を食べる動物のようなもの、珪藻のように、固い殻を持ち、光合成をしながら、移動能力があるもの、といった風に、これまでの枠組みにおさまりきれない生物が多数発見された。
19世紀に入り、エルンスト・ヘッケルは動物とも植物ともとれる原始的な生物を3番目の生物界、原生生物界として分離し、動物界、植物界、原生生物界の三界とした（三界説）。 当初ヘッケルが原生生物界に分類した生物は細菌類、真菌類、単細胞藻類、原生動物、海綿動物であったが、後に単細胞生物に限定した。
1959年、ロバート・ホイッタカーは生物をモネラ界、原生生物界、植物界、菌界、動物界の5界に分類する五界説を提唱した。彼の考えは、生物の進化に大きく3つの方向があると考えたことである。一つは、光合成をして、動かずに生活する植物の方向、2番目に運動して餌を食べる動物の方向、3番目に、体の表面で有機物を溶かして吸収して生活する菌類の方向である。彼はまず、細胞の構造が異なる原核生物を区別し、前述の3つの方向に進化して、よく発達した構造を持った仲間をそれぞれに植物界、動物界、菌界としてまとめた。そして、単細胞の生物では、それぞれが3つのどれかの方向に進化してきたのだとしても、その程度が低いので区別が難しい状態であるとして、まとめて原生生物界と名付けた。つまり、系統的にまとまっていると見なしたわけではなく、発達段階で分けたということである。
当初、原生生物界は単細胞生物のみを含んでいたが、その後、ホイッタカーやリン・マーギュリスらによって、真核多細胞生物を含めた再定義がなされた。この定義によると原生生物は「胚を作らず、組織の分化または形成も行わず、波動毛（鞭毛）をもつ場合は微小管が9+2構造に配列する真核生物」と定義される。従来、 原生生物界の学名は Protista（プロティスタ）とされてきたが、上記の真核多細胞生物を含めた分類では学名を Protoctista（プロトクティスタ）とすることがある。

## 五界説以降の展開
近年、鞭毛根構造などの細胞内の微細構造や遺伝子の解析を通じて生物間の系統を解析する方法の進歩により、原生生物の中でも類縁関係の検討が進んでいる。また、細胞内共生説が想定していなかった、真核細胞間での細胞内共生の発見も大きな影響力を持っている。
そうした中、トーマス・キャバリエ＝スミスは八界説を提出し、原生生物界をさらに三つに分けた。それによると、褐藻植物を含む黄色植物などの藻類群は、真核細胞由来の葉緑体を持ち、さらに葉緑体を持たない卵菌類、ラビリンチュラ類とともに、鞭毛が前方に向かうマスチゴネマを持つ羽型のものと後方に向かう鞭型のものの2本がセットになっている点で共通し、これらが単系群をなすということで、さらに体制に共通点があるハプト藻類とクリプト藻類を合わせ、これをクロミスタ界として独立させた。また、微胞子虫を含むいくつかの単細胞生物はミトコンドリアを持たず、これをミトコンドリアが共生する以前の真核細胞生物の生き残りと判断し、これをアーケゾア界とした。残りの原生生物界のものは、原生動物界という名を与えている。ただし、アーケゾア界には疑問の声もあり、ミトコンドリアを持たないのは、二次的に退化したのだとの指摘がある。キャバリエ＝スミス自身もその後撤回している。
現在もこれらの生物の分類については見直しが続いている。他方で2011年現在の日本の高等学校教科書においては、五界説はひとまず標準としての位置を保っており、原生生物については生物の教科書が扱っている。しかし、1990年にカール・ウーズが生物界を細菌、古細菌、真核生物の3つに大別する3ドメイン説を発表するとこれが主流となり、原生生物は真核生物ドメインの中に含まれることとなった。